# Стэнли и Айрис
«Стэ́нли и А́йрис» (англ. Stanley & Iris) — художественный фильм в жанре мелодрамы, поставленный режиссёром Мартином Риттом по роману Пэт Баркер «Юнион-стрит». Фильм вышел в феврале 1990 года, став последней работой Ритта, который скончался в декабре того же года.

## Сюжет
Стэнли Кокс — мужчина около сорока лет без определённых занятий и места проживания. Он случайно знакомится с Айрис Кинг, работницей кондитерской фабрики, которая недавно овдовела.
Айрис обнаруживает странности в поведении Стэнли. Он человек явно неглупый, симпатичный и уравновешенный, но почему-то не может найти себе нормальную работу. Даже с самой простой должности на раздаче порций в столовой Стэнли быстро выгоняют на глазах у Айрис.
Оказывается, что Стэнли не умеет читать и писать. Так сложилась жизнь, что он не смог окончить школу. Он не может прочитать рецепт лекарства и найти дом в городе по почтовому адресу. Удивительно то, что, будучи неграмотным, Стэнли имеет интересное хобби — конструировать бытовые электронные устройства. В гараже, где он живёт, он собирает автомат по выпечке пончиков.
Стэнли ухватывается за знакомство с Айрис, как за последний шанс, и просит её научить его грамоте. У Айрис своих хлопот хватает. На её шее висят дом, безработная сестра, непутёвая дочь, забеременевшая в 18 лет. По американским меркам Айрис живёт за чертой бедности — у неё даже нет автомобиля. Но она соглашается помочь Стэнли, и они начинают занятия дома у Айрис. Обучение идёт тяжело, Стэнли приходится неимоверно напрягаться, чтобы постичь азбуку. Он бросает уроки. Айрис оказывается упрямым человеком и возвращает Стэнли к занятиям.
Из-за того, что у Стэнли не было нормального жилища, он был вынужден отдать своего отца в дом престарелых, где тот быстро умирает. Стэнли, забирая вещи покойного, даже не может в документах написать имя своего отца. Это становится последней каплей, он делает последнее усилие в своих занятиях по изучению грамоты.
И наступает тот день, когда Стэнли заходит в местную библиотеку, как хозяин. Он спокойно может взять любую книгу с полки и прочитать что в ней написано. Эта история сближает немолодых уже людей. Айрис понимает, что ей пора забыть своего бывшего мужа. В её жизни появился другой мужчина, без которого она уже не мыслит существования.

## В ролях
- Джейн Фонда — Айрис Кинг
- Роберт Де Ниро — Стэнли Кокс
- Свуси Кёрц — Шэрон
- Марта Плимптон — Келли Кинг
- Фёдор Шаляпин-мл. — Леонидас Кокс
- Джейми Шеридан — Джой
- Зора Ламперт — Элайн
- Лоретта Дивайн — Берта
- Стивен Рут — мистер Хэрши

## Проблематика и оценка картины
Для режиссёра Мартина Ритта темы поднятые в «Стэнли и Айрис» не новые. Неграмотность («Конрак») и тяжёлая жизнь рабочего класса («Норма Рэй», «Молли Магуайерс») затрагивались в сюжетах прошлых работ режиссёра в жанре социального реализма.
Оценивая картину, критики отметили прежде всего актёрскую игру Роберта Де Ниро и Джейн Фонды. Звёздный тандем берётся воплотить на экране нестандартную сюжетную ситуацию. Айрис нечеловеческими усилиями выживает на грошовую зарплату и тащит на себе семью. Джейн Фонде, американской звезде фитнеса и аэробики пришлось подобрать мешковатую одежду, дабы скрыть тренированную фигуру.
Сложно найти аналог роли Де Ниро в его богатом творчестве — сорокалетнего мужчины, бездомного и без определённых занятий, пытающегося скрыть от всего мира свой секрет — то, что он не умеет читать и писать. Нечто отдалённо похожее он воплотил в картине «Влюблённые» совместно с Мерил Стрип.
Тем не менее актёры справились со сложной задачей. По мнению критика Дэвида Нусера, харизма главных героев спасает весь фильм.
Фильм привлекает внимание зрителя к проблеме взрослой неграмотности — весьма актуальной в США. Тем не менее линия сюжета, связанная с освоением грамоты, выглядит малоправдоподобной.
Другой недостаток в том, что сюжет картины затянут, не выглядит целостным и провисает к концовке. История сестры главной героини не получает никакого развития. Развязка приводит к тому, что столь нестандартно и драматически завязавшиеся отношения героев приводят к весьма банальной и чисто мелодраматической концовке. Слащавый хэппи-энд сильно портит впечатление от просмотра.
Фильм со сложным социальным контекстом, как и ряд других работ режиссёра, остался недооценённым зрителями.

Современной аудитории будет трудно воспринять фильм. Вероятно, это можно понять. Сложно оценить картину, которая не ориентирована на то чтобы доставить удовольствие. Замечательная работа двух прославленных кинозвёзд, наступивших на горло своей индивидуальности, чтобы показать американцам мир, который те никогда не видели, хотя и живут в нём.
Оригинальный текст (англ.)The movie is going to be a hard sell for most of today's audiences. That will be too bad, though probably understandable. There's no easy way to describe Stanley and Iris without making it sound too noble and worthy to be much fun. Here is a good work in which two of our most high-powered film stars more or less pare down their public personalities to fit into a world that most Americans never see, even those who live out their lives in it.
— Винсент Кэнби